# Cerro El Muerto
Cerro El Muerto è una montagna del Sud America e fa parte della Cordigliera delle Ande. È alto 6488 metri, si trova al confine tra Argentina e Cile.
La prima scalata è stata effettuata nel 1950, si tratta di una montagna che non è scalata frequentemente, la maggior parte dei tentativi sono fatti dal versante cileno.